# DramaFever
DramaFever war ein Video-on-Demand-Angebot, das asiatische, insbesondere südkoreanische, Dramaserien mit englischen und spanischen Untertiteln zeigte. DramaFever hatte Lizenzierungsverträge mit den drei großen südkoreanischen TV-Sendern Seoul Broadcasting System, Korean Broadcasting System und Munhwa Broadcasting Corporation abgeschlossen. Die Website befand sich bis zum 6. August 2009 in der Beta. Die Videos wurden für allgemeine Benutzer mit Werbung ausgestrahlt, Benutzer eines kostenpflichtigen Premiumkontos können die Sendungen ohne Werbung und in High Definition sehen (Freemium). Die Videoplattform bietet mehr als 15.000 Episoden von zirka 60 Lizenzhalter aus zwölf Länder. Anders als beim Mitbewerber Viki.com, wo die Untertitel durch die freiwillige Mitarbeit der Mitglieder übersetzt werden, erfolgte die Translation bei Dramafever durch professionelle Übersetzer.
Im Mai 2012 gab DramaFever eine Partnerschaft mit dem Videoportal Hulu bekannt. Dadurch konnten über Hulu südkoreanische Dramen angesehen werden. Die ersten fünf waren Coffee Prince, IRIS, Queen Seon Duk, My Lovely Sam Soon und Pasta.
Im Dezember 2010 wurde DramaFever mit dem DARI Korean Business of the Year Award von der Korean Creative Content Agency (KOCCA), dem Korean Cultural Center und dem koreanischen Ministeriums für Kultur, Sport und Tourismus ausgezeichnet. Grund war die erfolgreiche Vermarktung koreanischer Dramen in den Vereinigten Staaten.
Im Februar 2016 wurde bekanntgegeben, dass Warner Bros. die Webseite von SoftBank übernimmt.
Am 16. Oktober 2018 wurde die Website abgeschaltet.